# Елатомская мужская гимназия
Ела́томская мужска́я гимна́зия — среднее учебное заведение Российской империи в Елатьме.

## История гимназии и школы

### Прогимназия и гимназия
Елатомская четырёхклассная прогимназия была учреждена 8 (20) мая 1873 года:

Открыть, съ 1 Iюля 1873 года, пять новыхъ Прогимназiй, на основанiи Высочайше утвержденнаго, 30 Iюля 1871 года (49860), Устава и штатовъ Гимназiй и Прогимназiй, въ городахъ: С.-Петербургѣ, Москвѣ, Одессѣ, Воронежѣ и Елатьмѣ (Тамбовской губернiи).
— ПСЗРИ, 1873, Закон № 52233
Открытие состоялось 26 сентября (8 октября) 1873 года. Некоторая задержка в проведении мероприятия обусловлена трёхмесячным заграничным отпуском попечителя Харьковского учебного округа Александра Абрамовича Воскресенского — главного участника торжественной церемонии, прочитавшего записку о Высочайшем учреждении прогимназии и объявившего Елатомскую прогимназию открытой. Большая роль в её учреждении принадлежит председателю училищного совета Елатомского уезда, гласному Елатомского земского собрания и камергеру Аполлону Ивановичу Граве. С 1867 года в течение шести лет он деятельно добивался открытия прогимназии в Елатьме.
В 1874 году в прогимназии учреждена одна стипендия за счёт процентов с капитала в 2000 рублей, собранного Елатомским уездным земским собранием (1300 рублей) и пожертвованного Председателем земского собрания Михаилом Васильевичем Неклюдовым (700 рублей). Стипендии присвоено наименование: «стипендiя Камергера Двора Его Императорскаго Величества Аполлона Ивановича Граве» (ПСЗРИ, 1874, Закон № 53193).
В 1874 году четырёхклассная прогимназия преобразована в шестиклассную. Специально для шестиклассной прогимназии построено двухэтажное кирпичное здание в четырнадцать окон по фасаду. Впоследствии к нему был пристроен двухэтажный корпус красного кирпича с актовым и спортивным залами. С 1 (13) июля 1881 года Елатомская шестиклассная прогимназия была преобразована в полную восьмиклассную гимназию (ПСЗРИ, 1881, Закон № 3). Был в ней и приготовительный класс, куда ученики поступали после окончания начальной школы или сдавали за неё экзамены.
14 (26) июня 1880 года Министерством внутренних дел утверждён устав «Общества для пособия нуждающимся воспитанникам Елатомской гимназии», на период 1884/85 учебного года состоявшего из 24 действительных членов, 3 членов-сотрудников и 2 почётных членов. 7 (19) мая 1897 года утверждён устав «Общества вспомоществования нуждающимся учащимся Елатомской гимназии».
30 октября 1898 года в честь 25-летия основания Елатомской мужской гимназии собранием городского управления принято решение о переименовании улицы Площадной, где располагалась данная гимназия, в улицу Граве.
В 1901 году на втором этаже учебного корпуса гимназии была освящена домовая Иоанно-Богословская церковь.
7 (20) января 1901 года распоряжением по Министерству Народного Просвещения утверждено «Положение о стипендии в память бракосочетания Их Императорских Величеств Государя Императора Николая Александровича и Государыни Императрицы Александры Фёдоровны при Елатомской гимназии».
Контингент учащихся гимназии был разнообразным и большей частью приезжим из других мест Российской империи: из центров смежных с Елатомским уездов и более удалённых городов Владимира, Нижнего Новгорода, Новороссийска, Пензы, Ржева, Севастополя, Таганрога, Тамбова, Твери, а также из Польши. Для иногородних гимназистов имелось общежитие, корпуса которого располагались на Пятницкой улице.
В период 1905—1912 годов основной учебный корпус подвергся существенной перестройке. Правая часть изначально отданного под шестиклассную прогимназию здания — восемь окон по фасаду — была разобрана, затем пристроен протяжённый двухэтажный корпус в восемнадцать окон. С этой поры здание гимназии приобрело ставший за столетие привычным вид.
Почётные попечители гимназии
- Надворный советник и камергер Граве Аполлон Иванович[12]
- Коллежский секретарь князь Кудашев Владимир Иванович[13][14]
- Действительный статский советник Малевинский Николай Петрович[15][16][17][18][19]

Директора гимназии
- Состоявший в V классе Яблонский Пётр Самуилович[20][21]
- Статский советник Тихий Иосиф Фёдорович[22][23]
- Статский советник Козеко Иван Алексеевич[24]
- Статский советник Кректышев Николай Григорьевич[15][25]
- Действительный статский советник Лонткевич Евгений Фёдорович[16][17][18][26]
- Замятин Василий Николаевич[27]

### Школа
В 1918 году Елатомская гимназия была преобразована в Единую трудовую школу первой и второй ступени. Улица Граве названа в честь революционера и первого наркома просвещения РСФСР А. В. Луначарского. В конце 1920-х — начале 1930-х годов школа стала девятилеткой с педагогическим уклоном, впоследствии — средней общеобразовательной школой-десятилеткой. В настоящее время образовательное учреждение функционирует в соответствии с общероссийским стандартом школьного образования в России.
12 ноября 2012 года учебный процесс переведён в отремонтированное здание СПТУ № 23. С этого момента главный корпус бывшей мужской гимназии пребывает в заброшенном состоянии; 13 февраля 2023 года выполнена его консервация. Ищется концепция дальнейшего использования этого здания.
Директора школы
- Бельке Витольд Францевич
- Черепенников Сергей Павлович
- Пестряков Иван Ильич
- Катанников Фёдор Иванович
- Слугина Татьяна Степановна
- Пентюк (Анфимова) Людмила Викторовна
- Цынгалёва Татьяна Васильевна
- Конов Николай Васильевич
- Муравьёв Алексей Александрович
- Соустова Людмила Васильевна

## Галерея

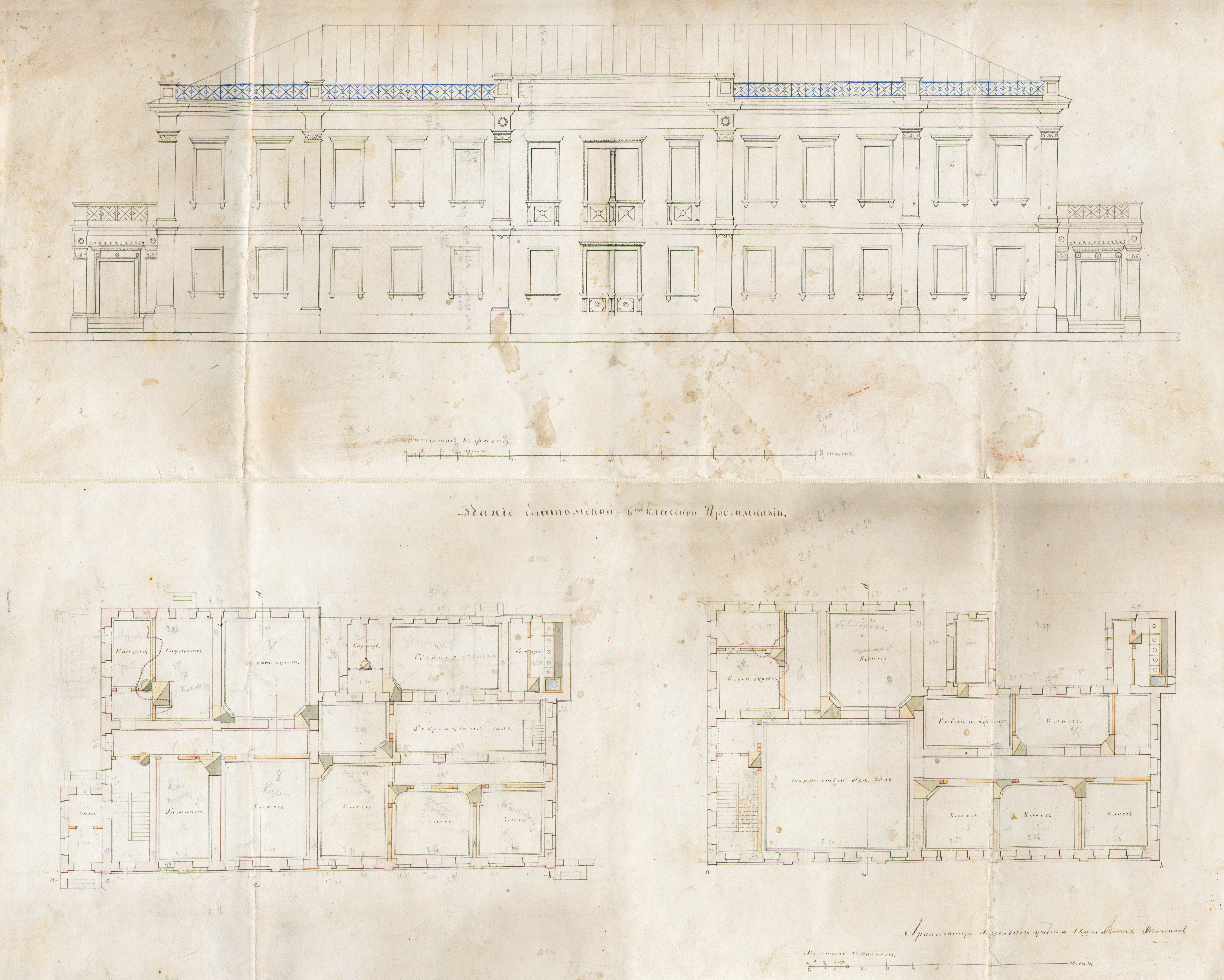
Фасад и план здания
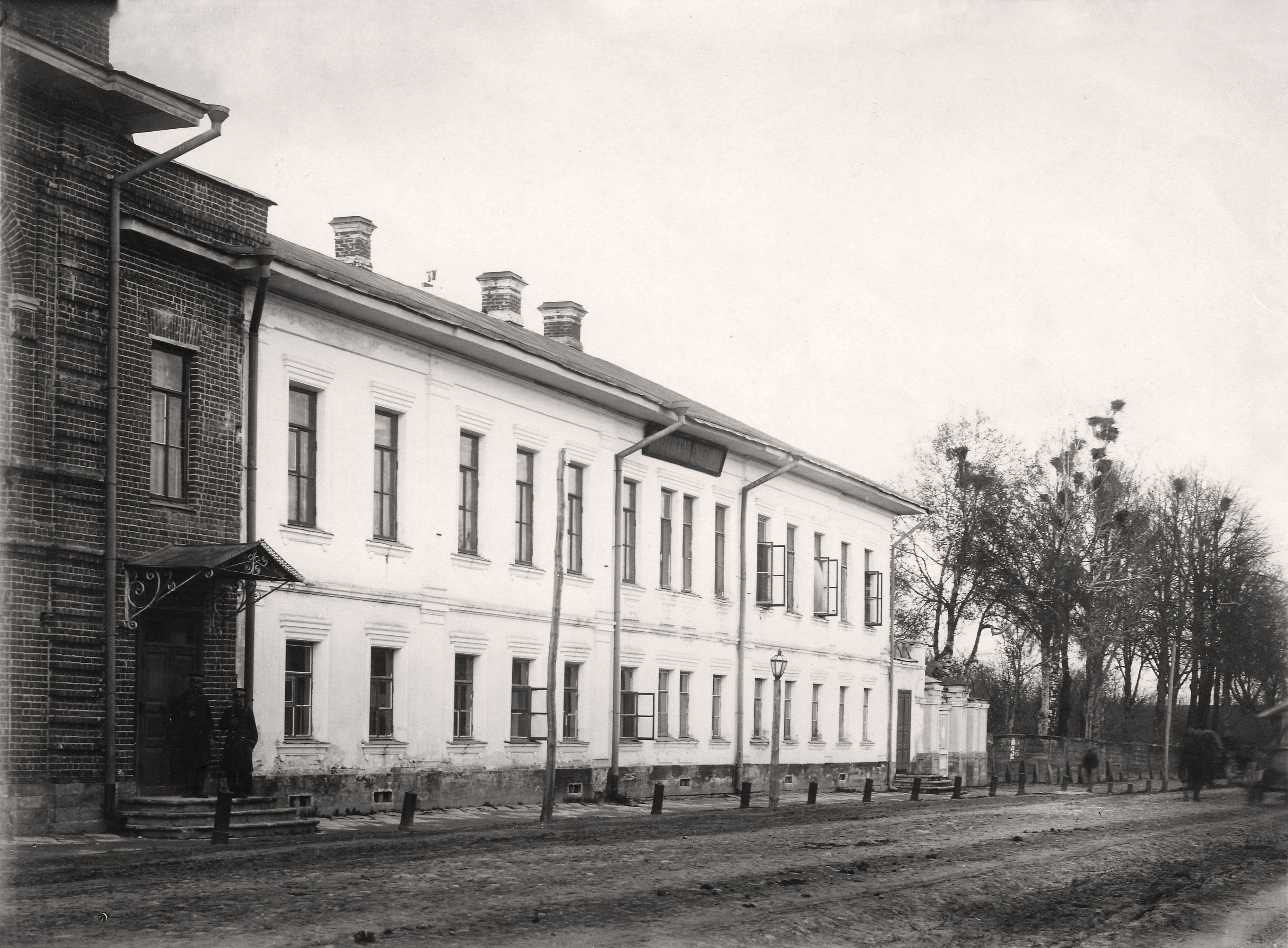
Здание гимназии
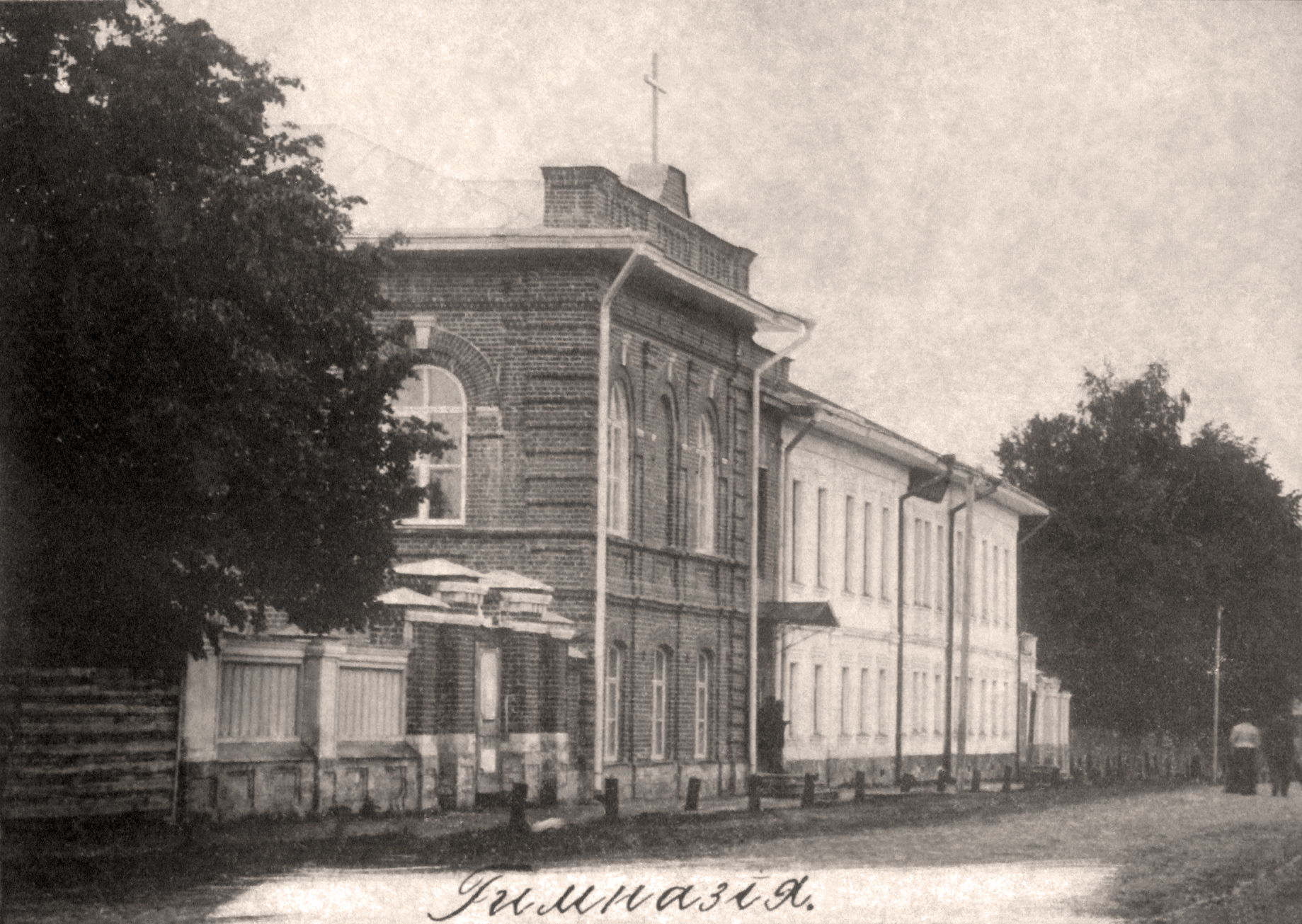
Здание гимназии
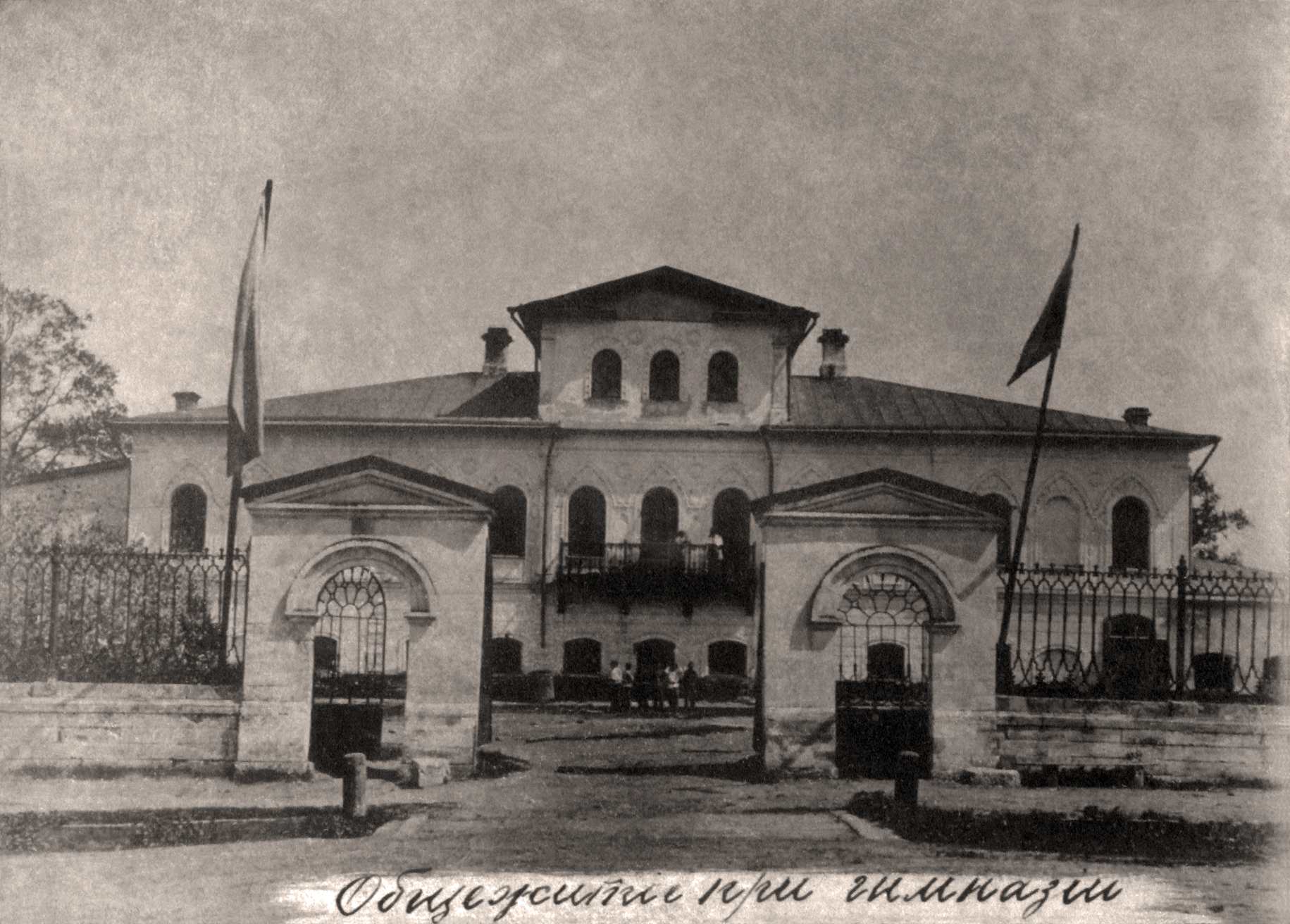
Общежитие гимназии
Выпуск 1903 года
Выпуск 1904 года
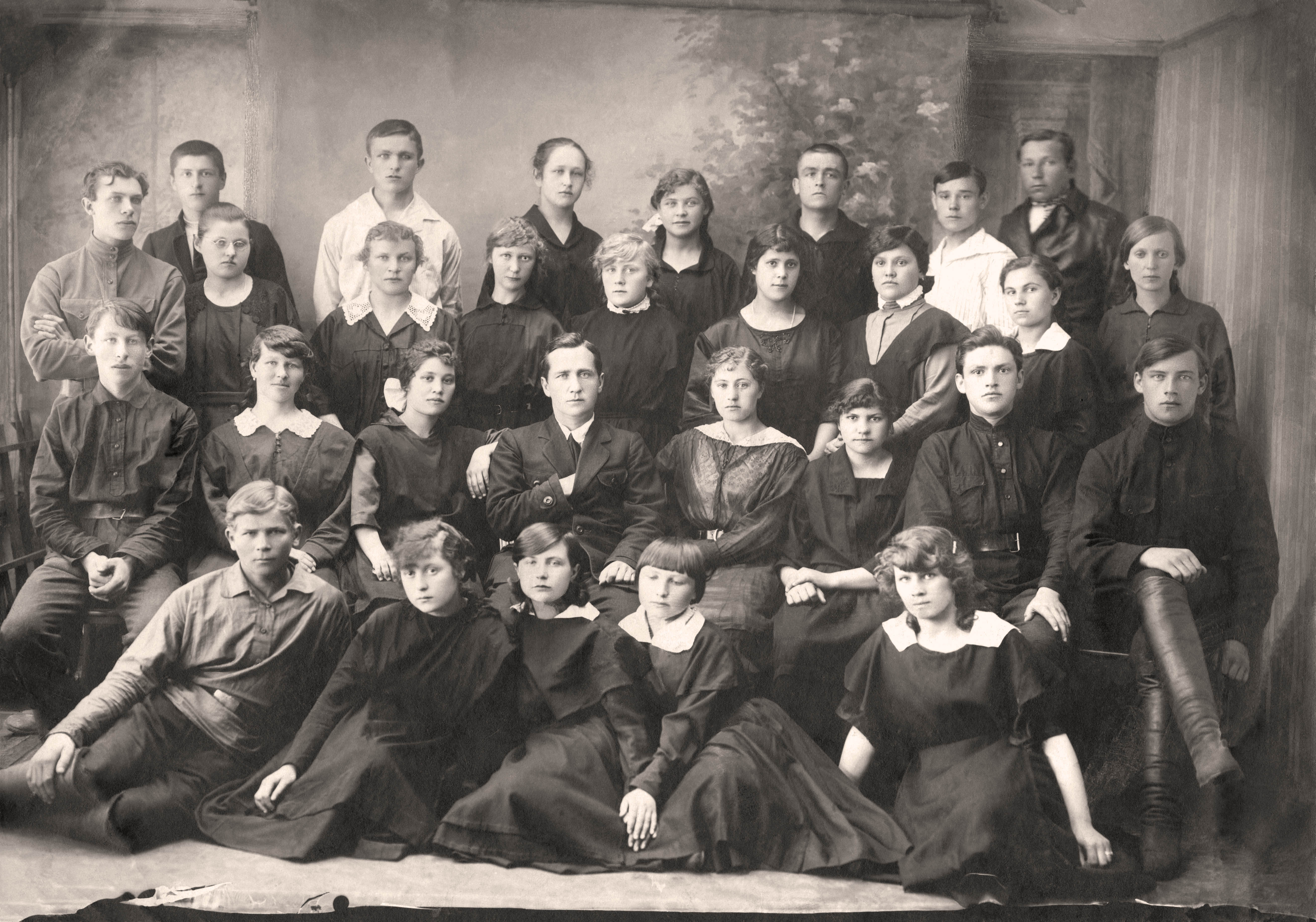
Выпуск 1924 года

## Известные ученики и выпускники гимназии и школы
- Бабин, Алексей Васильевич (1866—1930) — историк и библиограф
- Звенигородский, Андрей Владимирович (1878—1961) — поэт и литературовед
- Васильев, Александр Алексеевич (1882—1918) — пилот-авиатор
- Шелоумов, Пётр Михайлович (1882—1952) — инженер и изобретатель
- Фатов, Николай Николаевич (1887—1961) — литературовед-пушкинист
- Бельке, Витольд Францевич (1893—1972) — преподаватель математики
- Михальский, Фёдор Николаевич (1896—1968) — человек театра[30]
- Тихонов, Михаил Васильевич (1900—1985) — организатор кинопроизводства
- Органов, Михаил Геннадиевич (1902—1973) — геолог
- Лаптев, Алексей Михайлович (1905—1965) — художник
- Богданов, Николай Владимирович (1906—1989) — писатель
- Грибков, Николай Иванович (1908—1989) — Герой Советского Союза
- Капацинский, Георгий Владимирович — физик
- Попов, Иван Павлович (1915—1996) — историк
- Трунин, Николай Петрович (1920—2007) — учитель и книголюб
- Лизоркин, Пётр Иванович (1922—1993) — математик
- Ардатовский, Вадим Порфирьевич (1926—1983) — журналист-международник
- Самсонов, Владимир Павлович (1928—2017) — учёный-растениевод
- Жильцов, Владимир Иванович (1946—2010) — поэт и правозащитник